# クラリネットをこわしちゃった
- クラリネットをこわしちゃった
- クラリネットこわしちゃった
- クラリネットを壊しちゃった

「クラリネットをこわしちゃった」（仏語原題：J'ai perdu le do あるいは J'ai perdu le do de ma clarinette）は、フランス語の歌曲を基にした日本の童謡。原曲となったフランス語版もしばしば同じ邦題で呼ばれる。本項では、原曲および、その派生メロディを持つ他言語版の歌曲についても記載する。
文献によっては「クラリネットこわしちゃった」と表記される。

## フランス語版
クラリネットを題材とした子供の歌「J'ai perdu le do」として知られているが、作詞者・作曲者ともに不明で、フランスの歌として親しまれているが、発祥地がフランスに求められるかどうかも定かではない。歌詞は、クラリネットを上手に演奏できない子供に対し、父親が指導するという内容で、長短が異なる数パターンのメロディと歌詞がある。石井好子は「たいした意味はなく、言葉とリズムのおもしろさで子供たちに喜こばれている〔ママ〕歌」と記している。
著名な録音としては、1958年にフランスのフィリップス・レコードから発売された、フランスの歌手リュシエンヌ・ヴェルネ（Lucienne Vernay）とレ・キャトル・バルビュ（Les Quatre Barbus）の共演によるEP『Rondes et chansons de France No 4（フランスのロンドと歌 第4番）』に収録されたものなどがある。
原曲は、「La chanson de l'oignon（玉葱の歌）」と呼ばれる行進曲とされ、1800年のマレンゴの戦いでナポレオンの軍隊が士気を上げるために歌ったとする説がある。話によれば、ナポレオンは擲弾兵がパンにタマネギをこすりつけてるのを見かけ、「何をこすりつけてるのだ？」と質問した。彼らは「普通の玉葱です。栄光への道を行軍するのにこれ以上のものは有りません。」と回答した。
「玉葱の歌」の歌詞はクラリネットとは無関係だが、サビの「Au pas, camarades / Au pas, camarades / Au pas, au pas, au pas」は共通している。これは「戦友よ共に進もう」という行進曲風にも、「（パパが演奏する）リズムに合わせて演奏しなさい」という楽器の手ほどき風にも、解釈できるという。

## フランス語以外

### ポルトガル語版
ポルトガル語圏では「Eu Perdi o Dó da Minha Viola（私はギターのドの音を失った）」という童謡として親しまれている。歌詞は「ド」・「レ」・「ミ」...の音階名と同じ発音を語頭に持つ単語を使った言葉遊びになっている。なお、この場合の「viola」は、擦弦楽器のヴィオラではなく、ポルトガル語におけるギターのやや古い呼称である。

### スペイン語版
スペイン語圏では「Mi Granja（私の農場）」または「La Granja（農場）」という遊び歌として知られている。歌詞はフランス語版やポルトガル語版とも異なっていて、農場でさまざまな動物たちが鳴いている様子を歌う内容になっている。

### スウェーデン語版
スウェーデンではメロディの後半が、「Små grodorna（小さな蛙）」という夏至祭の踊りの歌として親しまれている。

### 日本語版
日本では、石井好子による詞のヴァージョンが知られており、その内容はフランス語版「J'ai perdu le do」をおおまかになぞったものである。 歌詞中サビの部分「オーパキャマラド（Au pas, camarades）〜」はフランス語のままである。これについて訳詞者の石井好子は、原語のリズム感を重視したと語っている。
石井好子がパリに在住していた当時、入手したフランスの子供の歌のレコードを子供に聴かせているうちに自身もフランスの子供の歌に興味を持ちはじめ、日本へ帰国した後ダークダックスとのレコード企画のために日本語詞を書き下ろした。ダークダックスの歌唱版は1959年（昭和34年）11月発売の2枚組EP『石井好子とダーク・ダックスによる「フランス子供の歌」』（キングレコード AEA-23 〜 24）に「クラリネットをこわしちゃった」の邦題で収録された後、NHKの『みんなのうた』で放送された（後述）。編曲は『石井好子と〜』収録版ではダークダックスと寺島尚彦、『みんなのうた』版では服部克久。その後、さまざまな歌手がカヴァーしており、田中星児版、水木一郎版、山野さと子版、熊倉一雄と島田祐子によるデュエット版、ひばり児童合唱団版などが存在する。
『ハッチポッチステーション』では、グッチ裕三とグッチーズが「クラリネットを壊しちゃった〜ステインアライブ」という形で歌唱・演奏した。
1996年（平成8年）には日本電信電話（NTT）の「お話し中調べ」サービスの電話番号「114番」の新設を告知するテレビCMにおいて、一色紗英が替え歌を歌った。また、1999年（平成11年）にはカルビーの「ポテトチップス NEWコンソメパンチ」のテレビCMでも替え歌が用いられている。
2003年（平成15年）には伊藤秀志のシングル「大きな古時計 ZuZuバージョン」のカップリングで、「クラリネットをこわしちゃった ZuZuバージョン」として秋田弁でカバーされた。
また、インディーズではあるが、1980年代のニューウェイブバンド人生（石野卓球がリーダーを務め、ピエール瀧も在籍していた）が代表曲「オールナイトロング」の中でメロディと石井好子の日本語詞を使用した。
『ダイコクドラッグ』の店内放送で替え歌が使われている。

## みんなのうた
- 『みんなのうた』での初放送は1963年（昭和38年）2月から3月にかけて行われた[12]。
- 表記は「クラリネットこわしちゃった」（「を」が付いていない）。
- 放送では2番と3番の間に、調子が外れたクラリネット・ソロ（「ぼく」が演奏しているという設定）が挿入された。この部分はクラリネットの素人に演奏してもらい、二人羽織の要領で指使いだけプロの奏者にさせることで表現している[13]。
- アニメーションは久里洋二が手がけた。映像はモノクロで、バンク使用が多かった。
- 1972年（昭和47年）12月から1973年（昭和48年）1月にかけて、ダークダックスの歌はそのままで、映像をカラーに変えたリメイク版が放送された[14]。アニメーション担当は引き続き久里洋二だったが、「ぼく」・「犬」のキャラクターが一新され、さらに「パパ」が追加。バンクも前作より少なかった。
- 双方とも長期にわたって再放送されなかったが、まず第1作が、地上波で2005年（平成17年）8月に、衛星第2テレビの『なつかしのみんなのうた』で2006年（平成18年）8月16日・同11月12日・2007年（平成19年）1月1日に再放送、その後地上波で2021年（令和3年）2月に再放送。一方、リメイク版は「みんなのうた発掘プロジェクト」により映像が提供され、「みんなのうたお楽しみ枠」限定で2014年（平成26年）1月に実に41年ぶりに再放送された。なお、1988年（昭和63年）1月22日にNHK総合で放送された『NHKビデオギャラリー』の「『みんなのうた』特集」では、リメイク版のイントロ（クラリネットによる調子外れの音階）と1番が放送されたことがある。

## 絵本
- 『NHKみんなのうた絵本〈2〉森の熊さん/クラリネットをこわしちゃった』絵：久里洋二、童話屋、2006年、ISBN 9784887470620。 - 編曲：亀山耕一郎、合唱：森の木児童合唱団によるCDが付属。